# فاخباخ
فاخباخ (به آلمانی: Fachbach) یک شهر در آلمان است که در Verbandsgemeinde Bad Ems واقع شده‌است. فاخباخ ۱٬۳۳۰ نفر جمعیت دارد.